# Krokholmen (Nordfjord)
Krokholmen ist eine Insel im Fjord Nordfjord in der Gemeinde Stad in der norwegischen Provinz Vestland.
Die kleine unbewohnte, felsige Schäreninsel liegt etwa 60 Meter südwestlich der Spitze der Halbinsel Neset, die sich in südwestlicher Richtung vom Nordufers des Fjords ausgehend in den Fjord erstreckt.
Krokholmen ist nur spärlich bewachsen und erstreckt sich in West-Ost-Richtung über etwa 60 Meter bei einer Breite von bis zu 35 Metern. Sie erreicht eine Höhe von bis zu vier Metern.